# 真人快打：域界之戰
《真人快打：域界之战》，是2021年美国华纳兄弟出品、Studio Mir制作，由Ethan Spaulding執導，Jordan Rodrigues 等人配音的动画电影， 该电影主要讲述的是《真人快打系列》中，第二、三部的故事，作品中的主要剧情讲述的是刘康等地球战士决定反抗绍康，以及再次被复活的蝎子假装和邪神辛诺科合作的故事。

## 剧情
在绍康得知尚宗失败后，便带上了尚宗，以及他的部下、李梅、金太郎、令荒、迪沃拉、巴拉卡等人来入侵世界。
与此同时，来自少林的空老，以及地球警察斯科特和装上了机械臂的贾克斯也加入了地球战士的阵营，并开始为保护地球而战。
此时的另一个地方林奎教的绝对零度（奎良）察觉到自己哥哥失踪，于是便决定去调查，但是在途中，他却从自己的首领听到要把战士改造成地球人的想法，虽说他对此并不同意，但是最后他却不得不逃跑，甚至连自己的朋友斯莫克为了帮助他逃跑也被改造成了机器人。
而后，奎良终于找到了杀害自己的哥哥蝎子，而蝎子也因为之前的一些原因，开始对奎良做出很多忏悔的行为，并且在相互追逐途中，意外的遇到了那些被改造成机器人的林奎战士们。
而此时的另一个地方，雷电召集了一些地球战士来反抗绍康的入侵，并且他为了能亲自参加比赛，于是放弃了神的身份，并以普通人的身份参加了比赛，并在之中告诉了刘康的一些身份。
虽说最初的比赛很顺利，在地球战士的努力下，他们顺利的击败了金太郎、迪沃拉、令荒、李梅以及杰德但是在这之后，斯科特和空老被尚宗和绍康杀死，而刘康也被尚宗的一些邪恶魔法导致其不能格斗。
随后雷电出战，但是因为他放弃了神的身份导致其被击倒，而后，看到这些的刘康自然很愤怒，先后击败了尚宗和绍康，并且吉塔娜也在战斗中，加入了地球战士的一方。
此时的另一个地方，林奎教主通过一些方式见到了邪神，不过邪神却并没有按照之前约定的事情去做，反而杀死了林奎教主以及他的几个贴身部下（改造机器人）塞拉克斯、塞克托、斯莫克。
此时，正当刘康等人决定庆祝比赛胜利的时候，他们却得知了邪神的计划，于是刘康等人决定开始讨伐邪神辛诺科……
不过他们不知道的是，一个长得很像雷电的人正在某个地方看着他们，看样子，重新成为神的他似乎是活了下来。

## 配音员
- Jordan Rodrigues ：刘康
- Dave B. Mitchell ：雷电、塞克托、金太郎
- Joel McHale ：乔尼·凯奇
- Jennifer Carpenter ：索尼娅
- Ike Amadi ：贾克斯、开场白
- Artt Butler ：尚宗、绍康的部下、塞拉克斯
- Robin Atkin Downes：辛诺科、令荒
- Grey DeLisle ：吉塔娜、波佐之半藏的儿子、李梅
- Matthew Yang King ：空老
- Bayardo De Murguia ：绝对零度（奎良）
- Matthew Mercer ： 斯科特、 恶魔、 斯莫克
- Paul Nakauchi ：林奎教首领
- Emily O'Brien ： 杰德、林康
- Patrick Seitz ： 蝎子
- Fred Tatasciore ： 绍康
- Debra Wilson ： 迪沃拉
- Matthew Lillard ： 薛吉·羅傑斯(客串人物)